# Train miniature à passagers

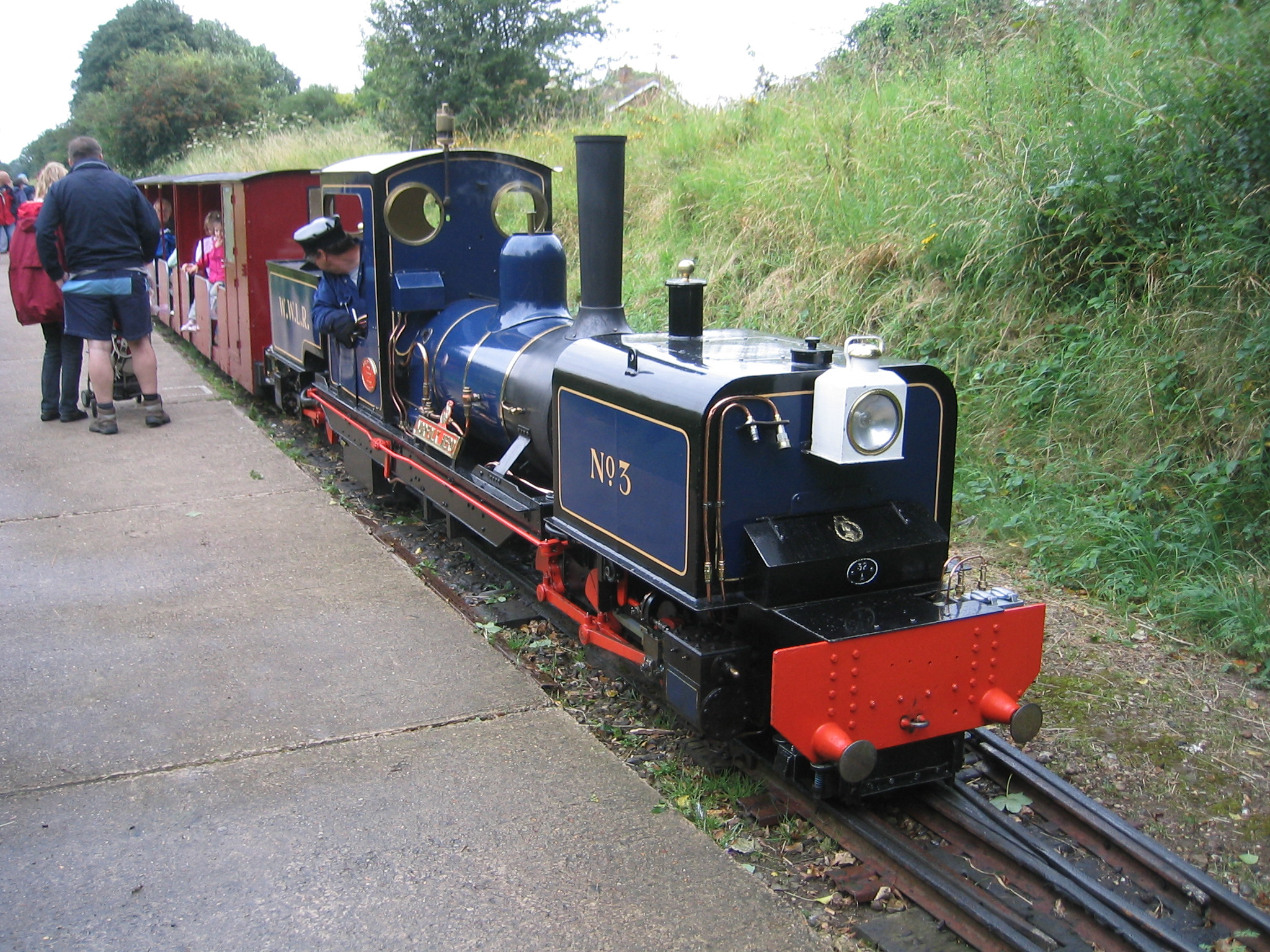
Train de la ligne Wells and Walsingham Light Railway en Angleterre, d'écartement 260 mm.

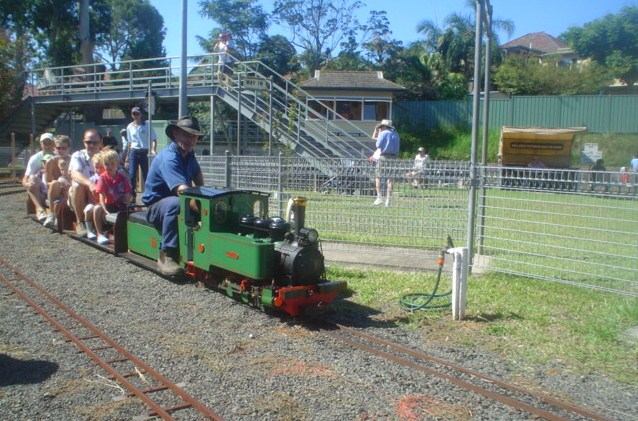
Train miniature à West Ryde, Sydney, Australie

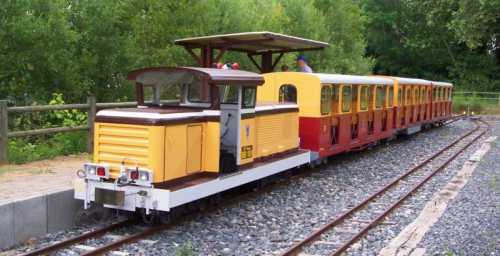
Locomotive et train sur le Chemin de fer touristique d'Anse, France

Les trains miniatures à passagers sont des trains miniatures pouvant accueillir des passagers en utilisant des locomotives copies de machines existantes à échelle réduite mues par le diesel, l'électricité ou la vapeur vive.
Ils sont appelés ridable miniature railway en anglais, riding railroad ou grand scale railroad en américain, Parkeisenbahn en allemand (train ou chemin de fer de parc).
Au sens restreint, il s'agit de lignes de de matériel qui relèvent essentiellement du modélisme ferroviaire de grande échelle : de 1:12 à 1:4, soit des voies 127 mm (5 pouces), voire 89 mm (3,5 pouces) à 356 mm (14 pouces).
Au sens plus large cela inclut des lignes qui utilisent du matériel de chemin de fer de faible écartement, conçu et produit originellement pour des emplois utilitaires et d'écartement de voie allant de 381 mm (15 pouces) à 600 mm.

## Écartements de modélisme ferroviaire

### 89 mm, 31⁄2pouces
- Cutteslowe Park Miniature Railway, Oxfordshire, Oxford[1], GB
- Leyland Society of Model Engineers, Lancashire[2], GB
- Maidstone Model Engineering Society, Mote Park, Maidstone[3], GB
- Malden and District Society of Model Engineers Ltd[4], GB
- Spenborough Model & Experimental Engineers Ltd, Cleckheaton, West Yorkshire BD195LL[5], GB
- Tonbridge Model Engineering Society, GB
- Crowborough Miniature Railway, GB
- North London Society of Model Engineers (NLSME)[6], GB
- Thames Ditton Miniature Railway[4], GB
- S.A.S.M.E.E. Park, Adelaide, Australie[7]

### 127 mm, 7 pouces (5 pouces pour l'Europe)

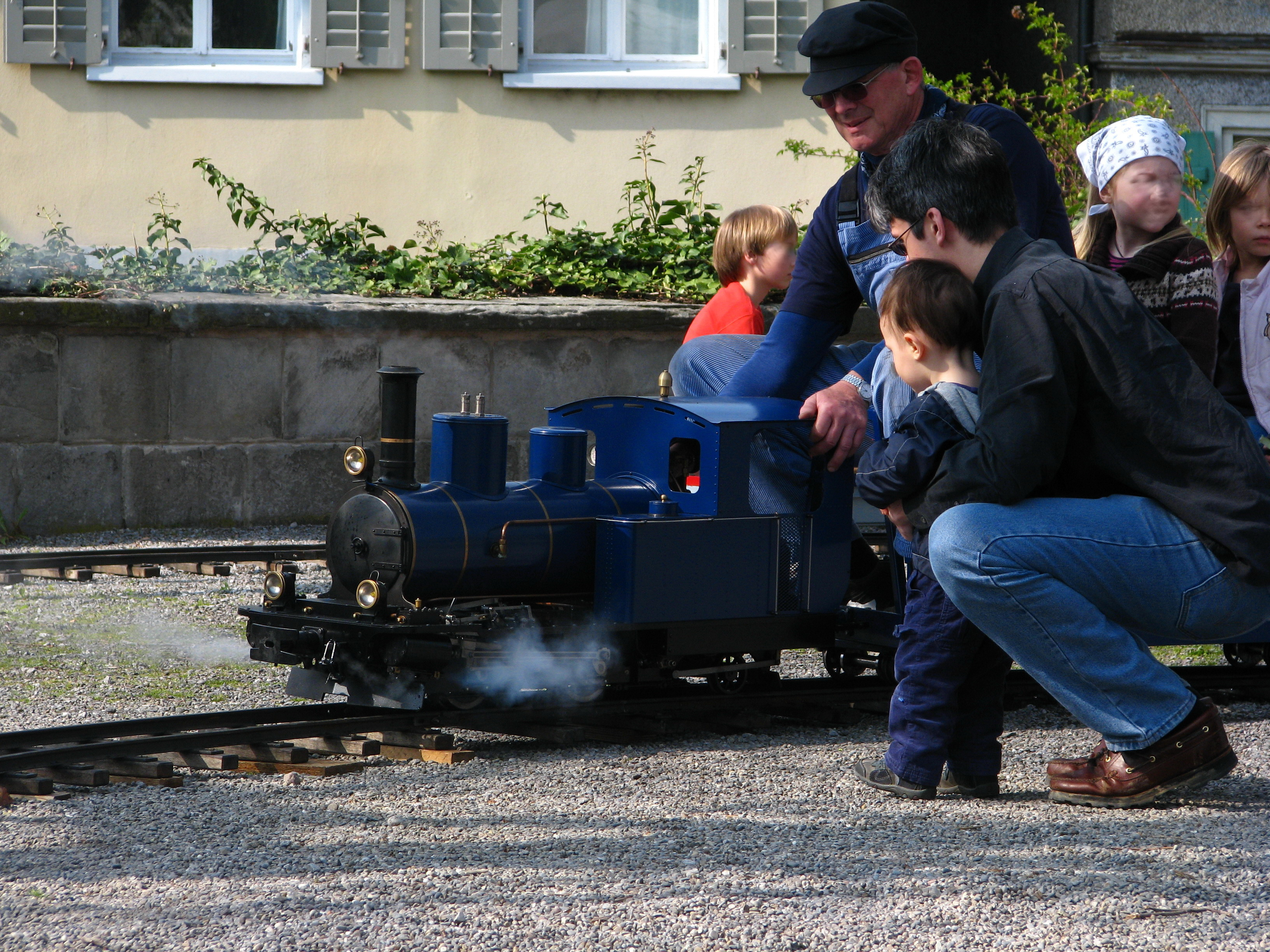
Miniature railway on Lindenhof hill à Zürich (Suisse)

- Petit chemin de fer des Ribières (écartements de 127 mm et 184 mm)
- P'tit train des Templiers, Epinay-Sur-Orge, France (écartement de 127 mm et 184 mm)[8],[9]
- Crowborough Miniature Railway
- Cutteslowe Park Miniature Railway (au sol et surélevé), Oxfordshire, Oxford[1]
- Hove Park Railway[10]
- Leyland Society of Model Engineers, Lancashire[2], GB
- Strawberry Line - dans le parc de Avon Valley Country Park, GB
- Maidstone Model Engineering Society, Mote Park, Maidstone[3]
- Malden and District Society of Model Engineers Ltd[4], GB
- Spenborough Model & Experimental Engineers Ltd, Cleckheaton West Yorkshire BD195LL[5]
- Tonbridge Model Engineering Society[11], GB
- Bentley Miniature Railway[12], GB
- Crowborough Miniature Railway, GB
- Guildford Model Engineering Society[13], GB
- Coventry Model Engineering Society (Running "Ryton Pool Miniature Railway", GB
- GEC Model Engineering Society (Running "GEC Miniature Railway", GB
- North London Society of Model Engineers (NLSME)[6], GB
- Thames Ditton Miniature Railway[4], GB
- Hawkes Bay Model Engineering Society, Anderson Park, Napier (écartement 5 et 7 pouces), Nouvelle-Zélande
- Northern Districts Model Engineering Society, Balcatta, Western Australia (écartements 2.5p 3,5 p 5 p et 7,25 pouces), Australie
- S.A.S.M.E.E. Park, Adelaide, Australie[14]
- Sydney Live Steam Locomotive Society, West Ryde, New South Wales, Australie (écartements 127 mm, 89 mm et 63,5 mm)[15]
- Willans Hill Miniature Railway, Wagga Wagga, NSW, Australie[16].
- Stoomgroep West Zuiderpark, La Haye, Pays-Bas. - (double écartement 3,5 et 5 p)[17].
- Swiss Vapeur Parc, Le Bouveret, Suisse (double écartement 5 et 7,25 pouces)[18].
- Mini Train des Monts du Lyonnais[19], Sainte-Foy-l’Argentière[20],[21]
- Le Petit Train à Vapeur de Forest (PTVF), Bruxelles, Belgique (double écartement 5 et 7 1/4 p.)

### 184 mm, 71⁄4pouces
- Acton Miniature Railway : Acton London Transport Museum Depot[22], GB
- P'tit train des Templiers,Epinay-Sur-Orge,France (écartement de 127 mm et 184mm)[8],[9], France
- Barking Park Light Railway[23], GB
- Barnards Miniature Railway, GB
- Beer Heights Light Railway, Devon, GB
- Bekonscot Light Railway[24], GB
- Bentley Miniature Railway[12], GB
- Bents Miniature Railway, Warrington (1982–88)[25], GB
- Brookside Miniature Railway, Poynton (1988–99)[25], GB
- Cité du train, Mulhouse, France
- Petit Train de Grenade,Grenade[26], France
- Conwy Valley Railway Museum, Pays de Galles, GB
- Coate Water Miniature Railway, Swindon 
(Combined Modèle:RailGauge and Modèle:RailGauge), GB
- Cutteslowe Park Miniature Railway, Oxfordshire, Oxford[1], GB
- Danson Park, Bexleyheath, 1946 to 1948[27], GB
- Dobwalls Forest Railroad, Cornwall (fermé), GB
- Dragon Miniature Railway, Marple, Greater Manchester[25]
- Eastbourne Miniature Steam Railway[28], GB
- East Herts Miniature Railway, Great Amwell near Ware, Hertfordshire[29], GB
- Echills Wood Railway, Kingsbury Water Park, Warwickshire[30]
- Fancott Miniature Railway, Bedfordshire[31], GB
- Frimley Lodge Miniature Railway[32]
- Great Cockcrow Railway[33], GB
- Grosvenor Park Miniature Railway, Chester[34], GB
- Guildford Model Engineering Society[13], GB
- Halton Miniature Railway Society, Runcorn, Cheshire[35], GB
- Leyland Society of Model Engineers, Lancashire[2], GB
- Little Orchard Railway, Suffolk[36]
- Malden and District Society of Model Engineers Ltd[4], GB
- Mizens Railway, Woking, Surrey[37]
- Mortocombe Railway, Chilton, Oxfordshire[38], GB
- Moors Valley Railway, Dorset[39]
- National Railway Museum, York, GB
- Ness Islands Railway, Inverness, Écosse, GB
- North London Society of Model Engineers (NLSME)[6]
- Petit Train du Parc Thermal, Saint-Gervais-les-Bains, France
- Pinewood Miniature Railway, Wokingham, Berkshire[40] 
 (Combiné 7.25 et 5 pouces), GB
- Plowman's Railroad, Dorset, GB
- Pugneys Light Railway, Wakefield, GB
- MiNi-Train de Pully, Suisse
- Saltwood Miniature Railway[41], GB
- Mémorail Quercy Vapeur, Saint-Géry ( Lot). Il s'agit d'un écartement de 186.3 mm. Source:  grandsudinsolite.fr/2155-46-lot-le-memorail-quercy-vapeur.html, France
- Spenborough Model & Experimental Engineers Ltd, Cleckheaton, Yorkshire de l'Ouest[5], GB
- Strand Miniature Railway, Gillingham, Kent[42], GB
- Swanley New Barn Railway, Kent, GB
- Thames Ditton Miniature Railway[4], GB
- Thornes Park Miniature Railway, Wakefield, Yorkshire de l'Ouest, GB
- Weston Park Railway, Shropshire[43], GB
- Willen Miniature Railway, Milton Keynes, GB
- Willow Wood Railway, Stowupland, Suffolk, GB
- Wolds Way Lavender Narrow Gauge Railway
- Wintringham, Yorkshire du Nord (transporte des passagers et du matériel), GB
- Altona Miniature Railway, Victoria (écartement 127 et 184 mm)[44], Australie
- Many Model Engineering Societies in Nouvelle-Zélande, avec
  - Kapiti Miniature Railway & Associates, Raumati Marine Gardens, Raumati Beach, Nouvelle-Zélande (double écartement 5 et 7 pouces)
  - Keirunga Park Railway, Havelock North[45], Nouvelle-Zélande
  - Canterbury Society of Model and Experimental Engineers, Christchurch, host of 2006 CANMOD International Convention
- Diamond Valley Railway, Eltham Victoria, Australie[46].
- Finnish Railway Museum, Hyvinkää, Finlande
- MVRail, Morphett Vale Railway, Morphett vale, Weatsheaf Rd, South Australia, www.mvrail.org.au, Australie
- Roundhouse Park Miniature Railway, Toronto, Canada
- S.A.S.M.E.E. Park, Adelaide, Australia[14]
- Willans Hill Miniature Railway, Wagga Wagga, NSW[16], Australie
- Chemin de fer Lankelz à Esch-sur-Alzette, sud-est du Luxembourg[47].
- Steiner Liliputbahn, Stein am Rhein, Canton de Schaffhouse, Suisse[48].
- Stoomgroep West Zuiderpark, La Haye, Pays-Bas. - A sizeable network in "Zuiderpark", a big city park[17]
- Swiss Vapeur Parc, Le Bouveret (double écartement 5 et 7 1/4 p.)[18], Suisse
- Hungarian Railway Museum, Budapest, Hongrie
- Parkbahn Schmiden, Fellbach, Allemagne
- Mini Train des Marais, Saint-Martin-d'Aubigny, France[49]
- Le Petit Train à Vapeur de Forest (PTVF), Bruxelles, Belgique (double écartement 5 et 7 1/4 p.)
- Le Petit Train de la Louvière, La Louvière, Belgique
- Stoomgroep, Turnhout, Belgique
- Le P'tit Train d'Houdeng, Houdeng, Belgique
- Les Îles Vapeur Parc, Sion, Suisse (double écartement 5 et 7 1/4 p.)

### 191 mm, 71⁄2pouces
- Los Angeles Live Steamers USA
- Golden Gate Live Steamers[50], USA
- Hesston Steam Museum[51], USA
- Sacramento Valley Live Steamers (écartement 190,5 mm et 190,5 mm)[52] USA
- Train Mountain Railroad, Chiloquin (Oregon)[53], USA
- Sagebrush Short Line Railroad, Ridgecrest CA, USA[54], USA
- Riverside Live Steamers, Riverside (Californie)[55], USA
- Great Lakes Live Steamers, Royal Oak and Southgate (Michigan)[56], USA
- Triad Live Steamers, Farmington and Harrisburg, NC[57], USA
- Railroad Museum of South Florida Train Village, USA[58], USA
- Orange County Model Engineers, USA[59]
- Willow Creek Railroad, Oregon, USA[60]
- Shady Dell Pacific, Pacific Northwest Live Steamers, Molalla, Oregon[61], USA
- Illinois Live Steamers, Chicago, Illinois[62], USA
- Tradewinds and Atlantic Railroad, Fort Lauderdale, Floride, USA
- Lakes Park and Gulf Railroad Fort Myers, Floride, USA
- Assiniboine Valley Railway, Winnipeg, Manitoba, Canada
- Burnaby Central Railway, Burnaby, BC[63], Canada

### 210 mm, 81⁄4pouces
- Brambridge Park Garden Centre, Eastleigh, Hampshire, GB

### 229 mm, 9 pouces
- Faversham Miniature Railway à Brogdale Farm, près de Faversham, Kent, GB
- Torry Hill Park (private miniature railway), près de Frinsted, Kent, GB

### 241 mm, 91⁄2pouces
- Downs Light Railway, Colwall, près de Malvern, GB
- Clevedon Fields Miniature Railway, Salthouse Fields, Somerset, GB
- Hall Leys Park, Matlock, Derbyshire, GB
- Lakeshore Railroad, South Marine Park, South Shields, Tyne & Wear, GB
- Barking Park Miniature Railway, Barking, Essex (fermé).
 réouverture en 7.25" en 2009[23], GB
- Danson Park, Bexleyheath, Kent 1942 (ligne ouverte pendant les vacances), GB
- Danson Park, Bexleyheath, Kent 1949 à 1962[27], GB
- Sidcup Miniature Railway, Sidcup, Kent, de 1945 à 1951, GB
- East Ham Miniature Railway, East Ham, Londres, de 1945 à 1949, GB

### 260 mm, 101⁄4pouces
, GB

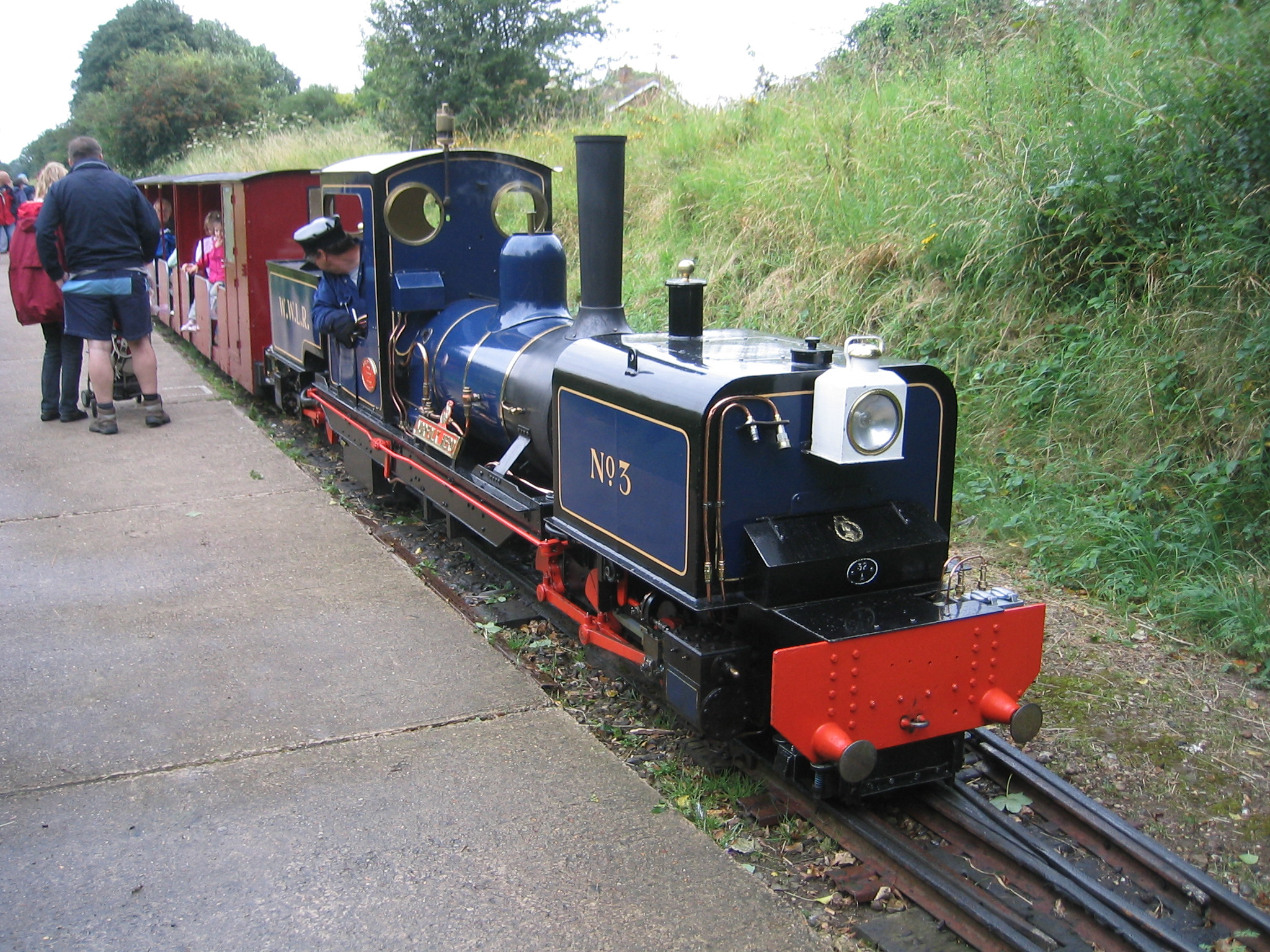
Wells and Walsingham Light Railway

- Audley End Railway, Audley End, Saffron Walden, Essex[64], GB
- Beale Park, Pangbourne, Berkshire[65], GB
- Berkeley Light Railway, Gloucestershire[66], GB
- Bickington Steam Railway, Trago Mills, Liverton, Newton Abbot, Devon[67], GB
- Birchley Miniature Railway[68], GB
- Brechin Castle Centre Railway, Haughmuir, Brechin, GB
- Bressingham Gardens, Norfolk, GB
- Brooklands Pleasure Park, Worthing, Sussex, GB
- Chichester & District Society of Model Engineers, Chichester, Sussex, GB
- Drayton Manor Park and Zoo, Staffordshire, GB
- Eastleigh Lakeside Railway, Hampshire[69], GB
- Egerton Park Sportsground, Melton Mowbray, Leicestershire, GB
- Exmouth Express, Exmouth, Devon, GB
- Ferry Meadows Miniature Railway, Nene Park, Peterborough, Cambridgeshire, GB
- Happy Mount Park, Bare, Morecombe, Lancashire, GB
- Hastings Miniature Railway, Hastings, Sussex, GB
- Isle of Mull Railway, Mull, Écosse, GB
- Kerr's Miniature Railway, West Links Park, Arbroath, GB
- Kirkby Green Light Railway, Sleaford, Lincolnshire (ouverture privée certains jours), GB
- Knebworth Park Miniature Railway, Hertfordshire, GB
- The Rio Grande Miniature Railway[70] Selby Road, Garforth, Leeds, GB
- Manor Railway, Ingfield Manor, Billingshurst, Sussex, GB
- Mortocombe Railway, Chilton, Oxfordshire[38], GB
- Newby Hall Yorkshire du Nord, GB
- Paignton Environmental Park, Paignton, Devon, GB
- Paradise Wildlife Park, Broxbourne, Hertfordshire, GB
- Pettit's Animal Adventure Park, Reedham, Norfolk, GB
- Poole Park, Poole, Dorset, GB
- Radwell Manor Railway, Radwell, Bedfordshire (fermé), GB
- Royal Victoria Railway, Royal Victoria Country Park, Netley, Southampton, Hampshire[71], GB
- Rudyard Lake Steam Railway, Rudyard, près de Leek, Staffordshire[72], GB
- Smokey Oak Railway, Woodland Park, Brokerswood, Westbury, Wiltshire, GB
- Stapleford Miniature Railway, Stapleford Park, Leicestershire, Privé mais ouvert au public mi-juin à août[73], GB
- South Downs Light Railway, Pulborough, Sussex, GB
- St. Anne's Miniature Railway, St. Annes-on-Sea, Lancashire, GB
- Sutton Hall Railway, Rochford, Essex[74], GB
- Vanstone Woodland Railway, Vanstone Park Garden Centre, Codicote, Hertfordshire[75], GB
- Watford Miniature Railway, Cassiobury Park, Watford, Hertfordshire, GB
- Wells and Walsingham Light Railway, Wells-next-the-Sea, Norfolk, GB
- Wells Harbour Railway, Wells-next-the-Sea, Norfolk[76], GB
- Weymouth Bay Miniature Railway, Lodmoor, Weymouth, Dorset, GB

### 305 mm, 12 pouces
- Anglesey Model Village, Newborough, GB
- Ruislip Lido Railway, Greater London[77]
- C&H Railroad, USA[78], GB
- Folsom Valley Railway, Folsom, Californie[79], USA
- Poco Loco Railroad, LaPorte, Indiana, USA
- Wabash Frisco & Pacific Railway, Missouri, USA[80]
- Zilker Zephyr, Zilker Park, Austin, Texas, USA

### 311 mm, 121⁄4pouces
- Exbury Gardens Steam Railway, Beaulieu, Hampshire, GB
- Fairbourne Railway, Gwynedd, GB
- Hotham Park Railway, Bognor Regis, West Sussex[81], GB
- Littlehampton Miniature Railway, Littlehampton, West Sussex[82], GB
- Newchapel Railway, Horne, Horley, Surrey, GB
- Exmoor Steam Railway, Bratton Fleming, Devon (fermé au public en 2001)[83], GB

## chemins de fer de faible écartement
Les chemins de fer de faible écartement sont des trains à pleine échelle qui utilisent des voies étroites.

### 381 mm, 15 pouces

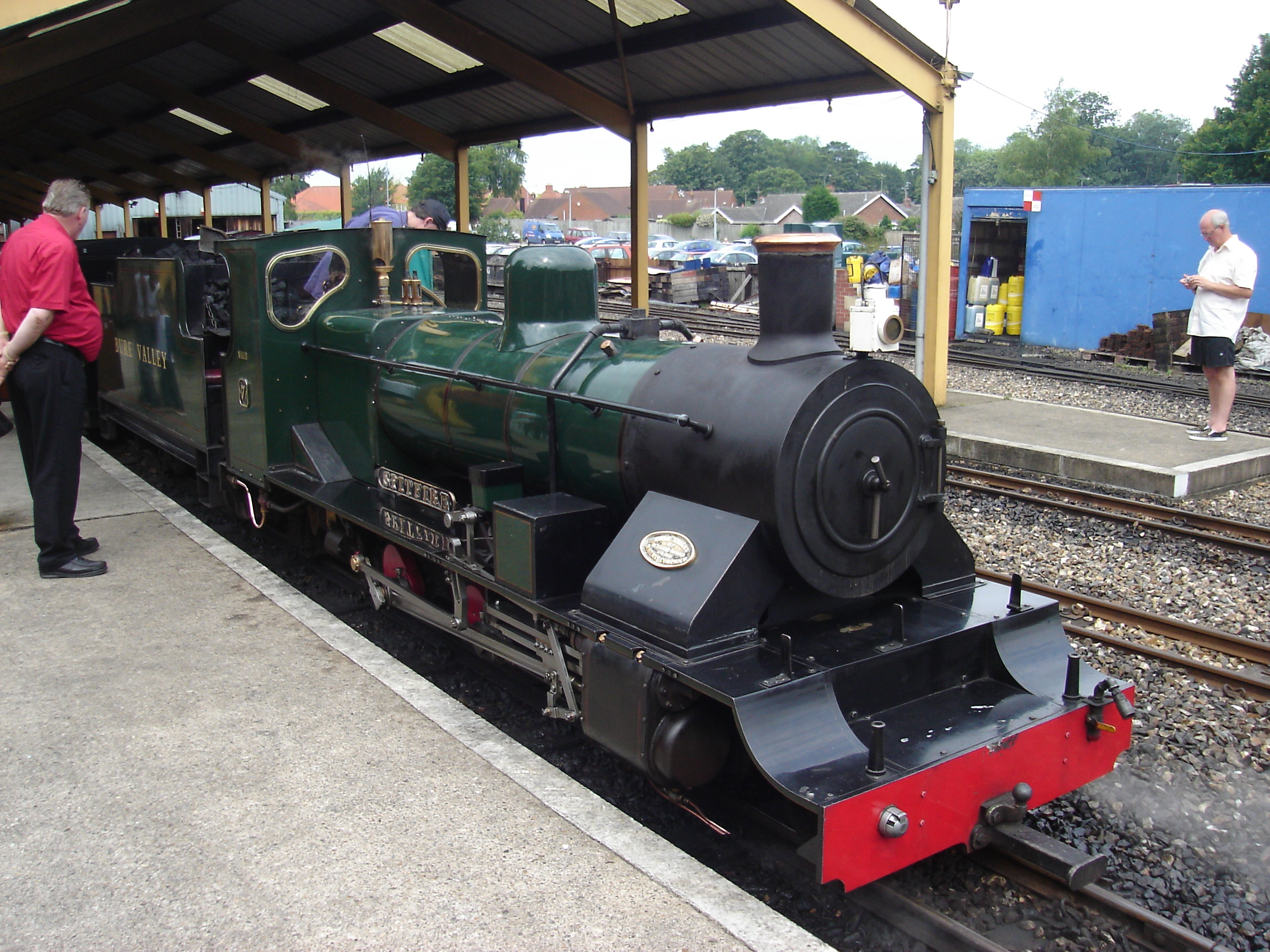
Bure Valley Railway

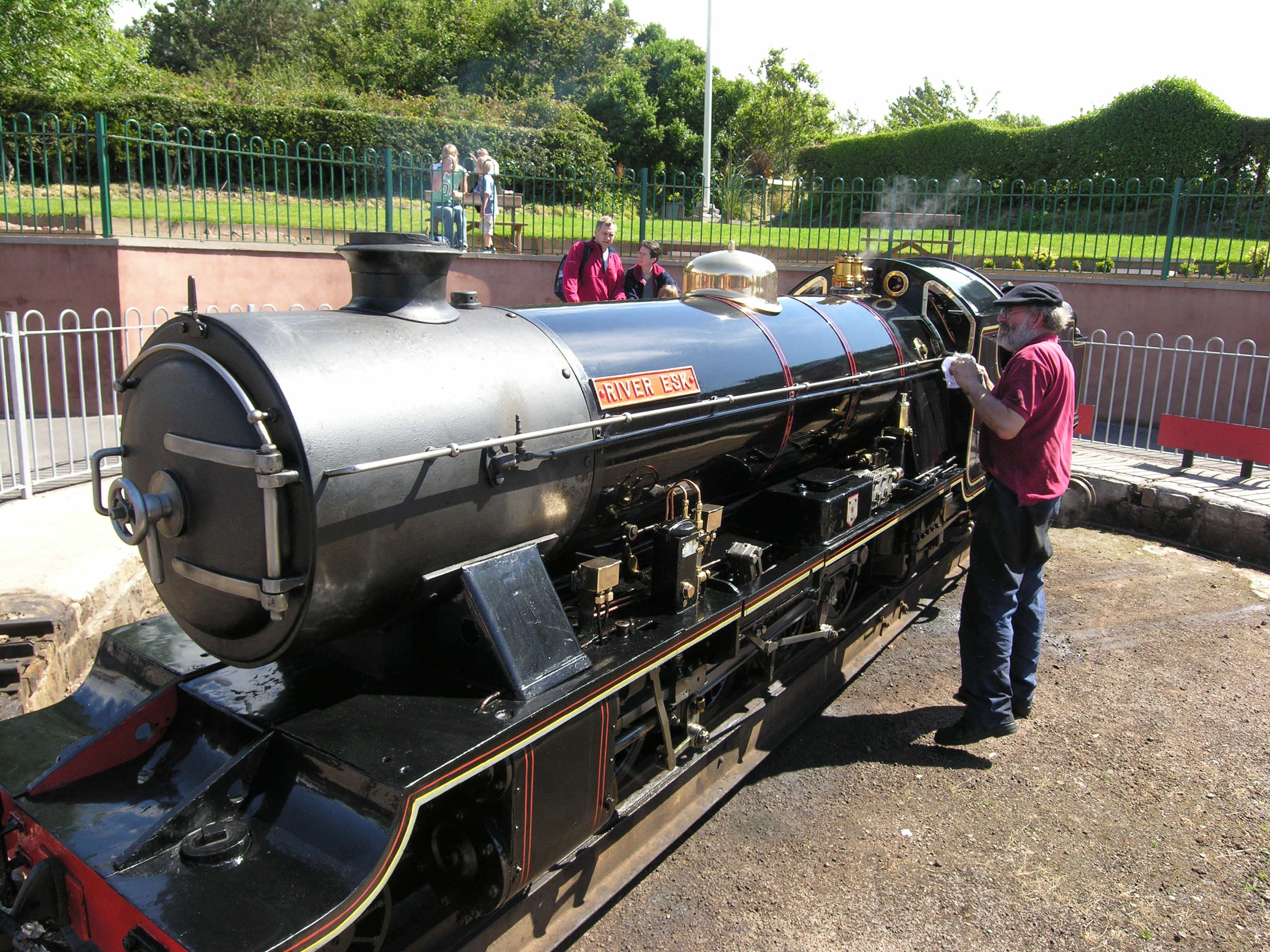
Ravenglass and Eskdale Railway

- Chemin de fer touristique d'Anse, France
- Bellevue Park Railway, Belfast, Irlande du Nord, GB
- Zoo de Blackpool, Lancashire, GB
- Blenheim Park Railway, Oxfordshire, GB
- Bure Valley Railway, Aylsham, Norfolk, Angleterre, GB
- Cleethorpes Coast Light Railway, Lincolnshire, GB
- Conwy Valley Railway Museum, Betws-y-Coed, Galle du Nord, GB
- Combe Martin Wildlife Park, Devon[84], GB
- Craigtoun Miniature Railway, Craigtoun Park, St. Andrews, GB
- Duffield Bank Railway, Derbyshire (fermé), GB
- Eaton Hall Railway, Cheshire (fermé), GB
- Evesham Vale Light Railway, Evesham Country Park, Twyford, Evesham, Worcestershire, GB
- Fairbourne Railway, Pays de Galles, GB
- Gulliver's Land, Milton Keynes, GB
- Gulliver's World, Warrington, Cheshire, GB
- Haigh Country Park Railway, Manchester, GB
- Heatherslaw Light Railway, Northumberland, GB
- Kirklees Light Railway, Clayton West, Huddersfield, Yorkshire de l'Ouest[85], GB
- Knowsley Safari Park (The Lakeside Railway), Prescot, Merseyside, GB
- Lakeside Miniature Railway, Southport, Merseyside, GB
- Lappa Valley Steam Railway, Cornwall, GB
- Lightwater Valley Themepark, Ripon, Yorkshire du Nord, GB
- Parc safari de Longleat[86], GB
- Markeaton Park Light Railway, Derby[87], GB
- Marwell Zoo, Colden Common, Hampshire, GB
- Oakwood Adventure Park, Narberth, Pembrokeshire, GB
- Paradise Park, Hayle, Cornwall, GB
- Paultons Park, Ower, Romsey, Hampshire, GB
- Perrygrove Railway, Gloucestershire, GB
- Ravenglass & Eskdale Railway, Cumbria, GB
- Rhiw Valley Light Railway, Manafon, Powys, GB
- Rhyl Miniature Railway, Clwyd, GB
- Romney, Hythe and Dymchurch Railway, Kent, GB
- Saltburn Miniature Railway, Cat Nab, Cleveland, GB
- Sand Hutton Miniature Railway, Yorkshire (fermé), GB
- Sherwood Forest Railway, Nottinghamshire, GB
- Waveney Valley Railway, Bressingham Gardens, Norfolk, GB
- West Midlands Safari Park, Worcestershire, GB
- Windmill Farm Railway, Burscough, Lancashire, GB
- Wildlife Park, Chard Cricket St Thomas, Chard, Somerset, GB
- American Heritage Railroad, Illinois, USA[88], GB
- B.A.D. Great Northern Railroad, Californie, USA
- City Park, Iowa City, USA[89]
- Gage Park Railroad, Gage Park, Topeka, Kansas, USA
- Glenwood South Park & Pacific Railroad, Californie[90], USA
- Hillcrest & Wahtoke Steam Railroad, Californie, USA
- Joshua Tree & Southern GSD, Californie[91], USA
- Laurel Run Railroad, Pennsylvanie, USA
- Little Toot Railroad, Illinois, USA
- Look Park, Northampton, Massachusetts, USA
- Zoo de Milwaukee, Wisconsin, USA
- Nickel Plate Railroad, Californie, USA
- Northwest Ohio Railroad Preservation, Ohio, USA
- Orland, Newville and Pacific Railroad, Californie, USA
- Paradise and Pacific Railroad, Scottsdale Arizona[92], USA
- Phoenix & Holly Railroad, Oregon, USA
- Redwood Valley Railway, in Tilden Regional Park, Californie[93], USA
- Riverside and Great Northern Railway, Wisconsin, USA
- Riverview & Twin Lakes Railroad, Wyoming, USA
- Sonoma Traintown, California, USA[94]
- Tiny Town Railroad, Colorado, USA
- Waterman & Western Railroad, USA[95]
- Bal Bahran Park Railway, Delhi, Inde
- Bear Creek Park Train, Colombie-Britannique, Canada
- Bush Mill Railway, Port Arthur, Australie
- Dalaas Waldbahn, Autriche
- Donauparkbahn, Vienna, Autriche
- Dresdner Parkeisenbahn, Dresde, Saxe, Allemagne
- Driving Creek Railway, Nouvelle-Zélande
- Killesberg Park Railway, Stuttgart, Allemagne
- Leipziger Parkeisenbahn, Leipzig, Saxe, Allemagne
- Prater Liliputbahn, Vienne, Autriche
- Sakuradani Light Railway, Japon
- Springbank Express, London, Ontario, Canada[96], Canada
- Shuzenji Romney Railway, Japon
- Whangaparaoa Narrow Gauge Railway, Nouvelle-Zélande

### 16 pouces
- Cedar Rock Railroad, USA[97]
- Michigan AuSable Valley Railroad, écartement 16p, Fairview, Michigan, USA[98]

### 16,5 pouces
- Island Park Railway, Woodstock, Canada[99]

### Écartement 406 mm
- San Diego Zoo Balboa Park Railroad, San Diego, Californie, USA[100]

### 457 mm, 18 pouces
- Sundown Adventure Land, Retford, Nottinghamshire, Angleterre
- Aotea Railway, Aotea Lagoon, Porirua, Nouvelle-Zélande
- Billy Jones Wildcat Railroad, Los Gatos, Californie, USA[101]
- Collegeville and Southern Railway, USA[102]
- Meadows and Lake Kathleen Railroad, USA[103]
- National Railway Museum, Port Adelaide, Australie du Sud[104]
- Semaphore & Fort Glanville Tourist Railway, Semaphore, Australie du Sud (géré par le National Railway Museum, Port Adelaide)
- Venice Miniature Railway, Venice Beach, Venice, Californie, (1943–1968)[105]. USA

### Voie de 500 mm
- Ligne du jardin d'acclimatation du Bois de Boulogne, Paris, France
- Petit train d'Artouste dans les Pyrénées-Atlantiques, France
- Chemin de fer touristique du Tarn dans le Tarn, France
- Train touristique des Lavières à Is-sur-Tille, Côte-d'Or, France
- Parkeisenbahn Lauchhammer, Lauchhammer, Brandebourg, Allemagne
- Parkeisenbahn Vatterode, Vatterode, Thuringe, Allemagne
- Train du bout du monde, parc national Tierra del Fuego, Argentine.

### 508 mm, 20 pouces
- North Bay Railway, Scarborough, Yorkshire du Nord, GB

### 530 mm, 21 pouces
- Pleasure Beach Express, Blackpool, Lancashire, GB

### 600 mm
- Petit train panoramique d'Émosson, Finhaut, canton du Valais, Suisse ;
- Train écologique de la jungle dans le parc national d'Iguazú en Argentine ;
- France :
  - Chemin de fer des Chanteraines (CFC), Gennevilliers, Hauts-de-Seine
  - Musée des transports de Pithiviers,
  - Train de Rillé,
  - Chemin de fer de la vallée de l'Ouche,
  - Tacot des Lacs près de Fontainebleau en Seine-et-Marne,
  - Le p'tit train de Saint-Trojan sur l’île d'Oléron,
  - Tramway du Cap-Ferret, Lège-Cap-Ferret en Gironde,
  - Chemin de fer du Haut-Rhône,
  - Chemin de fer du Val de Passey,
  - Chemin de fer touristique du fort de Villey-le-Sec,
  - Compagnie du chemin de fer de Semur-en-Vallon,
  - P'tit train de la Haute Somme,
  - Le P'tit train de l'Yonne,
  - Train touristique du musée de la mine de Noyant-d'Allier.
- Allemagne :
  - Berliner Parkeisenbahn, Berlin,
  - Parkeisenbahn Bernburg, Bernburg, Saxe-Anhalt,
  - Parkeisenbahn Chemnitz, Chemnitz, Saxe
  - Cottbuser Parkeisenbahn, Cottbus, Brandebourg,
  - Ferienlandeisenbahn Crispendorf, Crispendorf, Thuringe,
  - Parkeisenbahn Gera, Gera, Thuringe,
  - Görlitzer Oldtimer Parkeisenbahn, Görlitz, Saxe,
  - Parkeisenbahn Peißnitzexpress Halle (Saale), Halle-sur-Saale, Saxe-Anhalt,
  - Parkeisenbahn Plauen, Plauen, Saxe,

## Autres
- Saint Louis Zoological Park, Saint-Louis (Missouri), USA
- Wenatchee Riverfront Railway, Wenatchee, USA
- Washington Park and Zoo Railway, Modèle:RailGauge, Portland (Oregon), USA
- Brackenridge Eagle, San Antonio Zoo, San Antonio (Texas), USA[106], USA
- Matsudayama Herb Garden, Matsuda inclut Romancecar (Odakyu 10000 series HiSE) replique, Japon
- Kiddieland Amusement Park, Melrose Park (Illinois), USA
- Santa Barbara Zoo, Santa Barbara, USA